# كوفي ستاين ستوديوز
كوفي ستاين ستوديوز (بالإنجليزية: Coffee Stain Studios)‏، هي شركة سويدية لإنتاج وتطوير ونشر ألعاب فيديو، أسست سنة 2010، ويقع مقرها في العاصمة السويدية استوكهولم، اشتهرت الشركة بإنتاج لعبة غوت سميولايتر.

## الموقع الرسمي
الموقع الرسمي